# 威廉·查尔斯·菲茨杰拉德
威廉·查尔斯·菲茨杰拉德 （英語：William "Bill" C. Fitzgerald, 1938年1月28日—1967年8月7日）是一位美国海军长官，在越南战争时期充当越南共和国海军顾问中丧生。

## 生平
1938年出生在美国佛蒙特州蒙彼利埃，是家中的第二个孩子以及长子。父亲曾是海军人员，1956年高中毕业后追随父亲脚步加入美国海军，在多艘舰艇上服役过。最终获得长官培训，前往马里兰州安纳波利斯的美国海军学院进行进修。1963年毕业后正式开始海军生涯。之后作为越南共和国海军的顾问赶往越南战争前线。后在战斗中牺牲。

## 荣誉
他荣获海军十字勋章，表彰对越南南方民族解放阵线的攻击。还有以他名字命名的菲茨杰拉德号驱逐舰。